# Spartina alterniflora
Spartina alterniflora là một loài thực vật có hoa trong họ Hòa thảo. Loài này được Loisel. miêu tả khoa học đầu tiên năm 1807.

## Hình ảnh

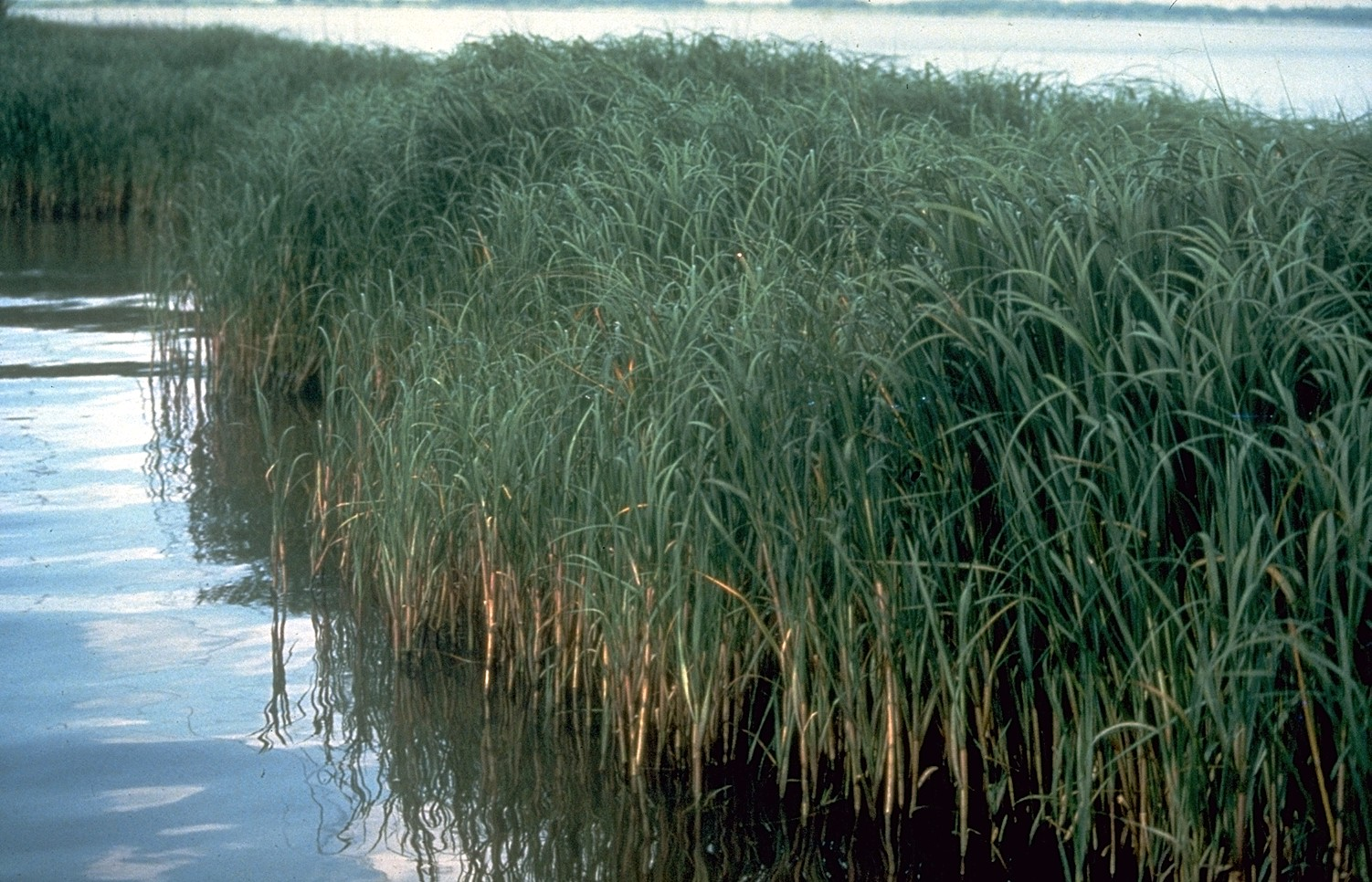
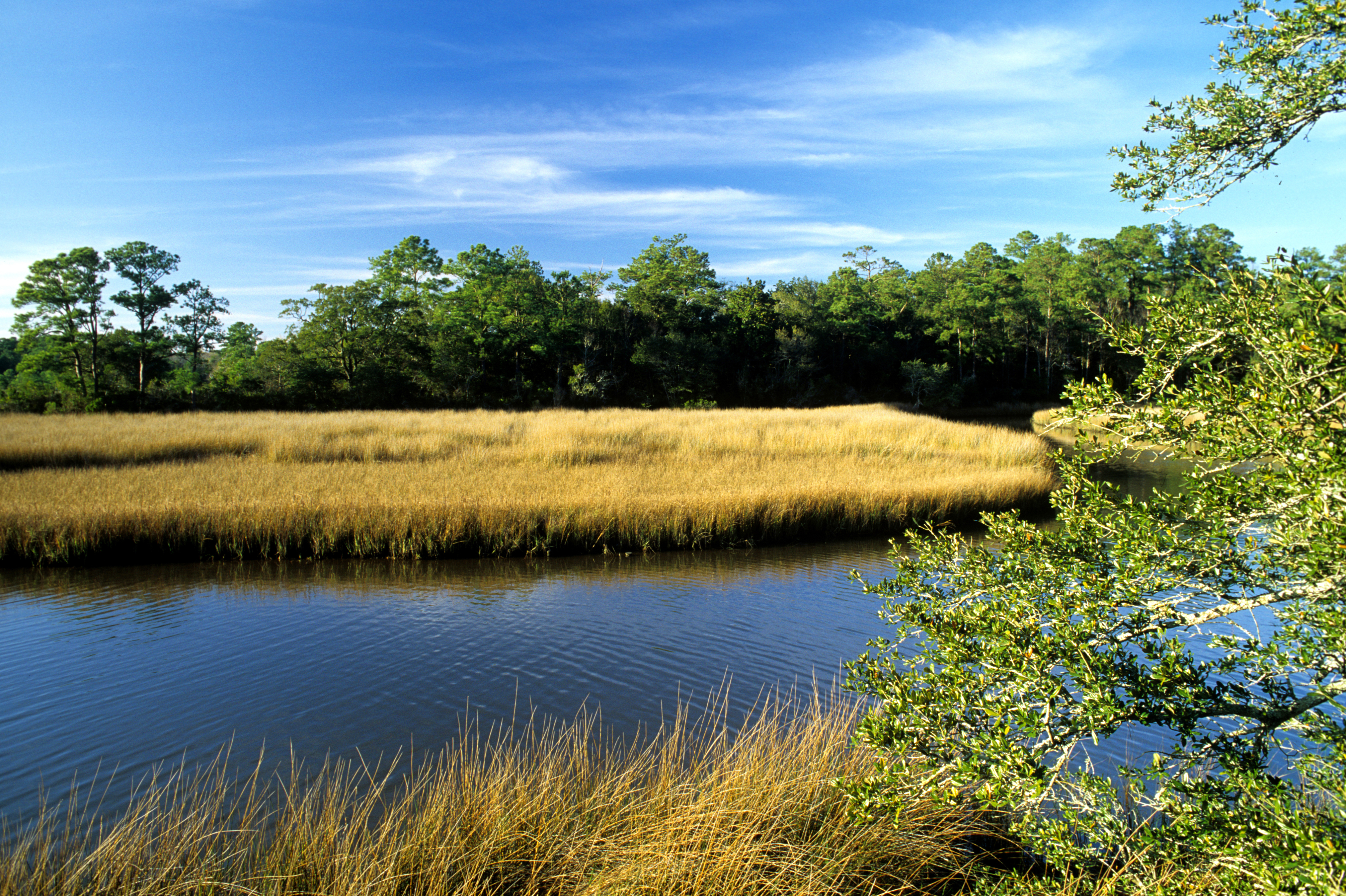
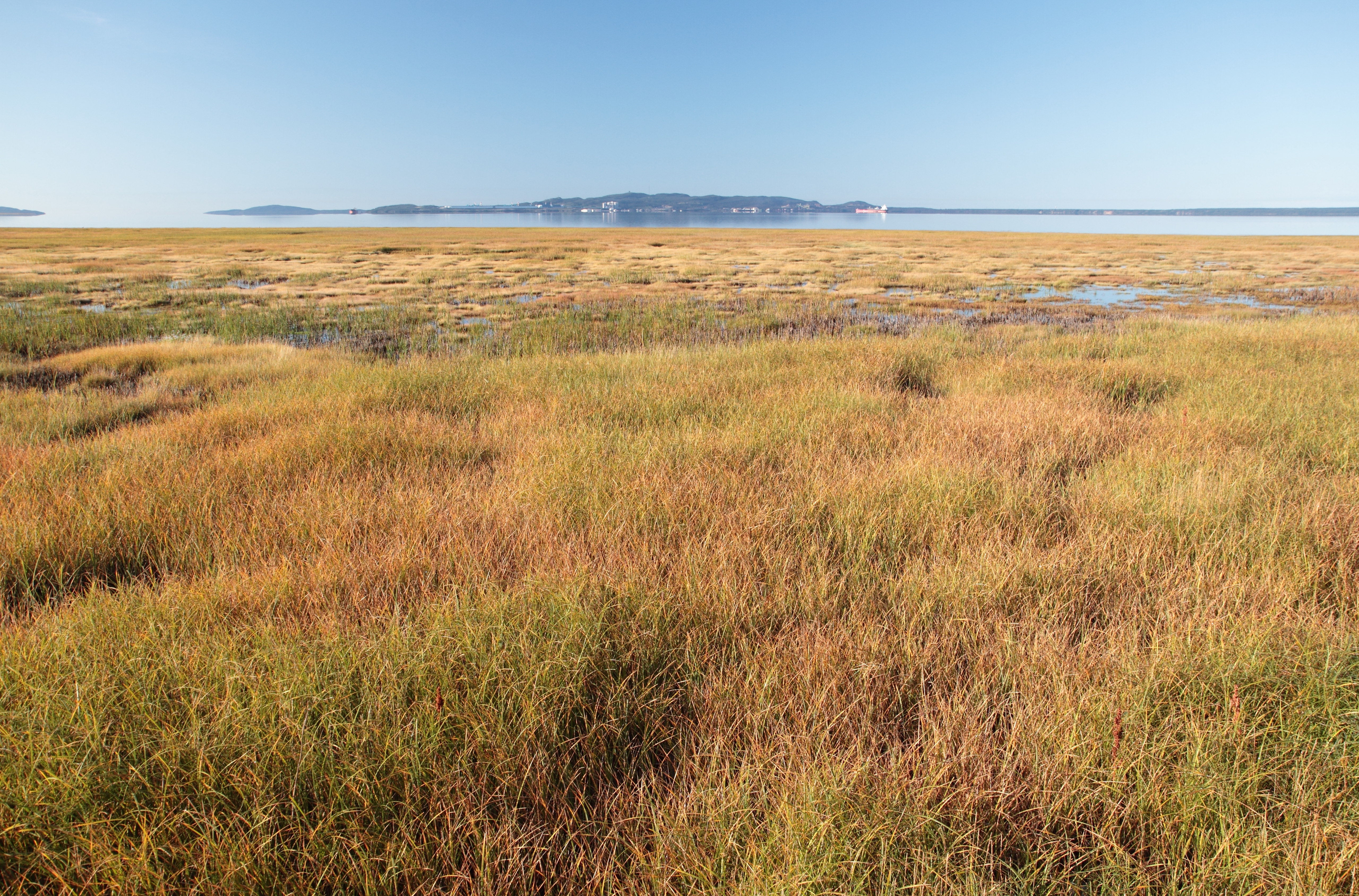
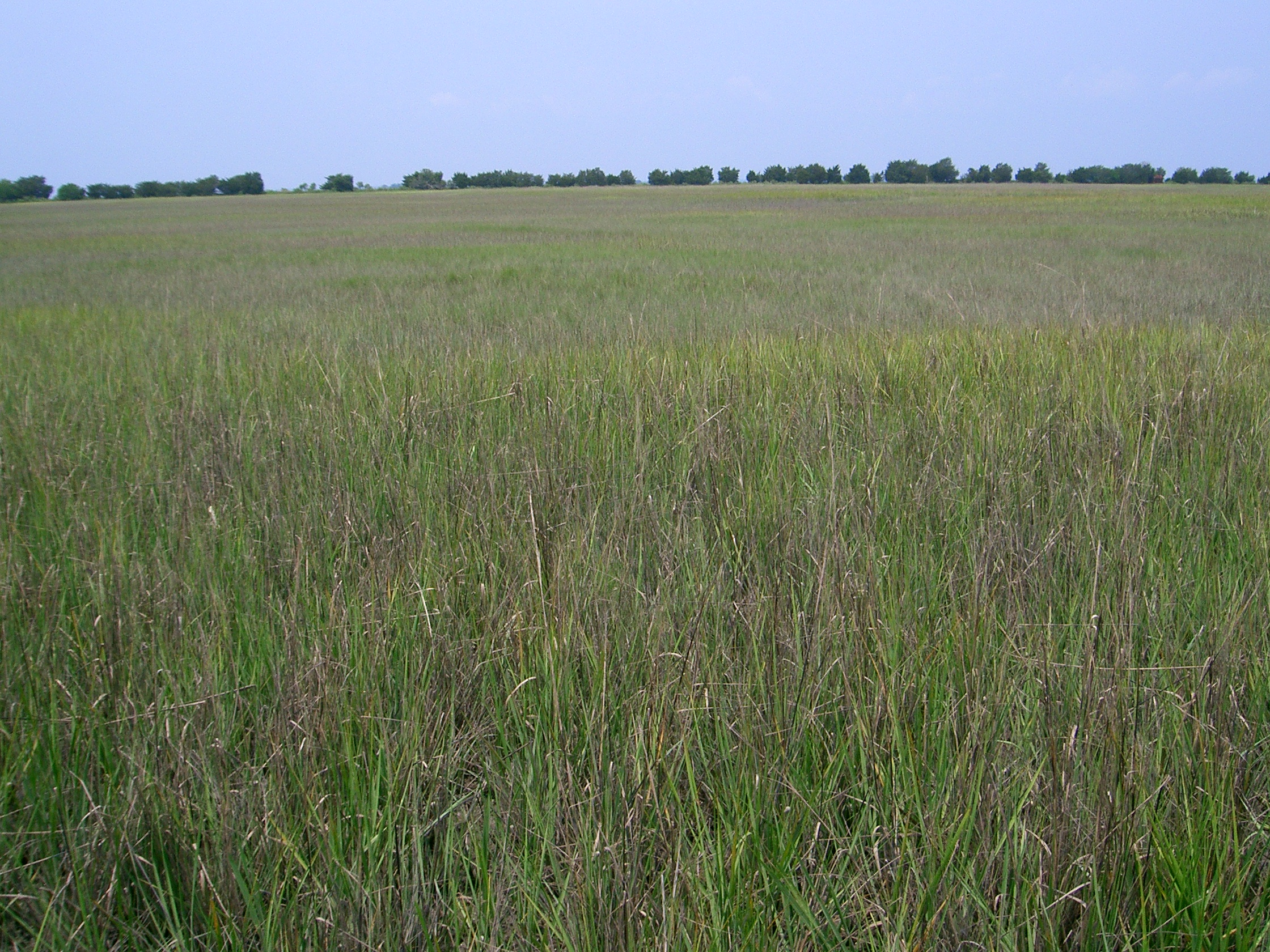